# Apostolska uprava
Apostolska uprava ali apostolska administratura označuje obdobje v življenju cerkvenega občestva na določenem prostoru, ki je v marsičem podobno življenju v redni osnovni upravni enoti, ki se imenuje škofija; iz nekaterih razlogov ne more imeti vseh lastnosti redne cerkvene upravne enote. 

## Značilnosti
1. Apostolska uprava obstaja za nedoločen čas na področju, ki se pripravlja na ustanovitev škofije, a še nima vseh možnosti.
2. Apostolska uprava obstaja lahko tudi na področju urejene škofije, če je njen redni škof prestavljen na drugo službeno mesto, ali pa je rezidencialni škof umrl.

Apostolski upravitelj ali apostolski administrator apostolske uprave je cerkvenopravno enak škofu oziroma nadškofu, četudi lahko to službo opravlja tudi klerik, ki ni škof. Vsekakor ima apostolski upravitelj v bistvu enako oblast kot škof in nadškof škofije oziroma nadškofije, z nekaterimi manjšimi omejitvami. 
Apostolski upravitelj ima navadno tudi naziv »naslovnega škofa« ene  »naslovne škofije« tj. škofije, ki je v preteklost nekoč obstajala, vendar je od nje ostalo le ime. 
Apostolski upravitelj opravlja svoje naloge v času sedisvakance, do takrat, ko novoosnovano škofijo prevzame novoimenovani škof (»sede plena«); ali pa dobi škofija novoimenovanega škofa, ki pa je lahko tudi v osebi dotedanjega apostolskega upravitelja. 
Cerkveno pravo določa, kaj sme opravljati apostolski upravitelj v škofiji, ki jo začasno upravlja. Tak upravitelj na primer ne sme prodajati nepremičnin, ki so v lasti škofije; med tem tudi ne sme premeščati duhovnikov. Ta vrsta upravitelja je običajno pomožni škof ali duhovnik, ki služi kot generalni vikar škofije, ali kot redni škof sosednje škofije.
Kadar se mesto škofa ordinarija izprazni, prevzame začasno upravo škofije bodisi prej omenjeni škof, ali pa upravitelj, ki ga izvoli škofijski kapitelj. Lahko pa upravitelja takoj imenuje papež, ne da bi čakal na odločitev škofijskega kapitlja.